# Philippsburg
Philippsburg (in italiano: Filisburgo, desueto) è un comune tedesco di 12 418 abitanti, situato nel land del Baden-Württemberg.

## Storia
Prima del 1632 Philippsburg era conosciuta con il nome di "Udenheim". La città fu un possedimento dei vescovi di Spira tra 1371 e il 1718, uno dei quali, Philipp Christoph von Sötern (vescovo tra il 1610 e il 1652), diede il suo nome alla città.
La città fu spesso al centro di episodi bellici e di contese tra il Regno di Francia e l'Impero, a causa della presenza presso di essa di una fortezza imperiale, che venne menzionata anche in una Della guerra di Carl von Clausewitz. La fortezza fu sottoposta a diversi assedi, tra cui quello del 1688, durante la Guerra della Grande Alleanza, e quello del 1734, durante la guerra di successione polacca.
Nel 1646, la fortezza viene assegnata alla Francia: è, con Breisach am Rhein (in francese Vieux-Brisach), una delle due teste di ponte francesi sulla sponda orientale del Reno.
Nel 1676 la località, difesa dal suo governatore Charles de Faultrier du Fay, viene assediata dal 1º maggio 1676 dall'esercito imperiale agli ordini di Carlo V di Lorena, che riesce a prenderla il 17 settembre; viene poi ripresa dai francesi nel 1688 che la terranno fino al 1697 quando, con il trattato di Rijswijk (che pose fine alla guerra della Grande Alleanza), la Francia restituì al Sacro Romano Impero tutte le annessioni ed occupazioni precedenti (con le sole eccezioni di Strasburgo, delle città della Decapoli e della Bassa Alsazia) quali Friburgo in Brisgovia, Breisach am Rhein, Philippsburg e il Ducato di Lorena.

## Economia
Questa città, come il resto del Baden-Württemberg, detiene uno dei più alti livelli di ricchezza economica dell'Unione europea.
Nella città era anche presente una centrale nucleare, chiusa alla fine del 2019 e demolita nel maggio 2020.